# Grellaphia
Grellaphia is een geslacht van halfvleugeligen uit de familie Aphrophoridae. De wetenschappelijke naam van dit geslacht is voor het eerst geldig gepubliceerd in 1920 door Schmidt.

## Soorten
Het geslacht Grellaphia  is monotypisch en omvat slechts de volgende soort:
- Grellaphia costalis Schmidt, 1920